# Pau FC
Pau Football Club, cunoscut în mod obișnuit sub numele de Pau FC, este un club de fotbal profesionist cu sediul în Pau, capitala regiunii Béarn, Franța. Pau FC își joacă meciurile de acasă pe Nouste Camp și concurează în Ligue 2, al doilea eșalon al fotbalului francez. Porecliți Les Maynats, Pau FC își are originile în patronajul Bleuets de Notre-Dame, fondat oficial în 1920 în cartierul Mayolis. La începutul sezonului 1958-59, Bleuets ajunsese în cea mai înaltă divizie de amatori din sistemul ligilor de fotbal franceze, determinând autoritățile religioase să recunoască excelența sa sportivă, depășind statutul de simplu club de fotbal local. Sub conducerea președintelui său fondator, José Bidegain, echipa de seniori a Bleuets de Notre-Dame s-a transformat în Football-Club de Pau. În anii '60, s-au stabilit pe Stade du Hameau, nutrind ambiții de a deveni profesioniști.
Cu toate acestea, probleme financiare recurente au slăbit clubul, necesitând intervenții din partea autorităților municipale din Pau. În consecință, FC Pau a suferit retrogradări, căzând înapoi în Liga Regională de Sud-Vest. În ciuda aspirațiilor conducerii, statutul profesionist le-a rămas inaccesibil. Anii '90 au fost martorii unor cheltuieli nechibzuite în încercarea de a promova în Ligue 2, culminând cu insolvabilitate financiară și retrogradare în al patrulea eșalon al sistemului ligilor de fotbal franceze în 1995.
O renaștere a venit sub îndrumarea foștilor jucători Bernard Laporte-Fray și Joël Lopez, care au redenumit clubul Pau Football Club. A urmat o restructurare financiară, stabilizând clubul în al treilea eșalon până în 2007. Cu toate acestea, o retrogradare ulterioară, agravată de crize non-sportive, a întârziat revenirea lor în a treia divizie până în sezonul 2016-17.
În 2019, marcând 59 de ani de la înființare, Pau FC a sărbătorit deschiderea primului său stadion, Nouste Camp.
Realizările clubului includ câștigarea Championnat National în 2020, câștigarea de două ori a titlului National 2 în 1998 și 2016 și câștigarea Ligii Franceze de Sud-Vest în 1958 și 1968.
Punctul culminant al realizărilor lor a venit odată cu victoria în Championnat National, a treia divizie, în timpul sezonului 2019-20, asigurând clubului promovarea în Ligue 2. Aceasta a inaugurat o perioadă de succes fără precedent, în timp ce clubul caută să se stabilească ferm în sfera sistemului ligilor de fotbal franceze.

## Istorie

### Bleuets de Notre-Dame (1920–59)
Istoria fotbalului din Pau începe în 1888 cu înființarea Asociației Bourbaki. În 1904, secția de fotbal a acestei organizații a fost fondată sub numele de Football Association Bourbaki. Deși fotbalul a câștigat importanță în Pau din 1909 cu inițierea JAB de Pau, rugby union a rămas sportul predominant în regiunile Béarn și Gasconia.
Până la sfârșitul Al Doilea Război Mondial, FA Bourbaki a fost clubul de fotbal de vârf din Béarn.
La începutul Trente Glorieuses, perioada postbelică de creștere economică rapidă în Franța, patronajul Bleuets de Notre-Dame, situat în cartierul Mayolis, a ajuns în cea mai înaltă ligă amatoare din sistemul de ligi de fotbal francez, cunoscută sub numele de Division Nationale. Acest mic patronaj de cartier s-a transformat într-o instituție reprezentativă pentru oraș și Béarn. Dioceza, recunoscând că acest nivel de activitate sportivă depășea domeniul unei simple asociații sportive de cartier, a căutat lideri capabili să gestioneze un club de această magnitudine.

### Football Club de Pau (1959–95)
"Football Club de Pau" a fost înființat oficial pe 19 mai 1959 de José Bidegain, marcând un moment important în istoria fotbalului din regiune. Acest lucru l-a făcut singurul club de fotbal provenind din zonele Béarn sau Gascony din Franța și unul dintre puținele cluburi din regiunea Sud-Vest a Franței, în afară de orașele cunoscute precum Toulouse și Bordeaux, care a concurat la nivel național în sistemul de ligi de fotbal francez.
În primele sale zile, clubul s-a confruntat cu provocări unice din cauza lipsei unui teren de casă dedicat. În schimb, a utilizat diferite stadioane din orașul Pau, precum "Stade des Bleuets" și "Stade Bourbaki". Clubul a îmbrățișat cu mândrie culorile alb-albastre ale rădăcinilor sale de patronaj și a continuat cu motto-ul "Vaincre ou sourire" (Învinge sau Zâmbește).
Una dintre realizările semnificative ale FC Pau a fost recuperarea locului aparținând "Bleuets" în Campionatul Amator Francez pentru sezonul 1959–1960. Cu toate acestea, dificultățile financiare cauzate de infrastructura limitată au reprezentat provocări pentru stabilitatea clubului. În sezonul său inaugural, FC Pau a terminat pe locul 7 în cadrul grupului CFA Sud-Ouest.
Pe măsură ce clubul a avansat în al doilea său sezon, a început să își consolideze poziția și să atragă jucători experimentați. În ciuda plecărilor de jucători și schimbărilor de staff tehnic, FC Pau a reușit să își mențină poziția competitivă în campionat.

#### Retragerea progresivă a lui José Bidegain
În sezonul 1964–1965, FC Pau a experimentat prima sa retrogradare în istorie. José Bidegain s-a retras treptat din conducerea clubului, lăsându-l pe James Chambaud să preia președinția. Retrogradarea la un nivel regional a adus dificultăți financiare suplimentare. Operând fără facilități adecvate, clubul a dus o existență nomadă, utilizând diverse stadioane din Pau. În această perioadă, tânărul jucător Paul Escudé s-a remarcat, devenind primul jucător din Pau care s-a alăturat echipei naționale de tineret a Franței.
Clubul și-a recăpătat statutul în cel mai înalt nivel amator în sezonul 1968–69, dar acest sezon a marcat și plecarea promițătorului Paul Escudé, care s-a alăturat Girondins de Bordeaux. În ciuda eforturilor sale, FC Pau a rămas relativ izolat în scena sportivă locală, cu cluburi istorice de patronaj care nu i-au recunoscut pe deplin legitimitatea. Drept urmare, FC Pau a experimentat o a doua retrogradare în diviziile regionale ale Ligii Sud-Vest în 1969.

#### Construirea și Ambiția sub conducerea lui Pierre Clède (1975–81)
Pierre Clède a preluat conducerea clubului în 1975 în mijlocul provocărilor sportive și financiare. Clubul a petrecut două sezoane în Diviziile Regionale ale Ligii Sud-Vest înainte de a recâștiga un loc în Divizia a Patra în 1978–1979. Clède și-a propus să ajungă în divizia a doua în termen de cinci sezoane, dar rezultatele în scădere și prezența scăzută pe stadion au reprezentat dificultăți. Jucătorul legendar de la Stade Montois, Jacques Foix, a preluat rolul de antrenor în sezonul 1980–1981, dar problemele financiare au persistat, afectând rezultatele. Totuși, Paul Escudé s-a întors la club, supraveghind echipele de tineret și influențând semnificativ dezvoltarea acestuia.
În cele din urmă, la începutul sezonului 1981–1982, Paul Escudé a preluat responsabilitatea echipei de seniori și a adus o nouă energie în club. În ciuda provocărilor financiare, stadionul vechi Ousse-des-Bois nu mai răspundea nevoilor clubului.

#### Era Paul Escudé și lupta pentru promovare în Divizia a Doua (1981–91)
În anii 1980, președintele Clède a căutat fuziunea cluburilor istorice din Pau pentru a aborda deficiențele infrastructurii. Totuși, rezistența puternică din partea cluburilor locale, în special JAB de Pau, a împiedicat aceste eforturi. În această impas, Clède a schimbat direcția și a dorit să modeleze FC Pau după cluburi profesionale din orașe mai mici precum AJ Auxerre sau Stade Lavallois.
FC Pau și-a recăpătat statutul de Divizia 3 la începutul sezonului 1983–1984, condus de antrenorul iconic Paul Escudé. Revenirea clubului a stârnit entuziasm crescut, atrăgând peste 8.000 de spectatori la meciul din Coupe de France împotriva AS Saint-Étienne. Sezonul următor, FC Pau a ratat promovarea profesională, dar a demonstrat progrese remarcabile. Sub influența lui Xavier Gravelaine, clubul a arătat un stil de joc ofensiv, încântând fanii de la Stade du Hameau.
Cu toate acestea, sfârșitul anilor 1980 a adus din nou dificultăți financiare, parțial atenuate de intervenția primarului André Labarrère. Pe măsură ce mandatul lui Paul Escudé s-a încheiat în 1990, clubul a trecut prin schimbări de conducere și a evitat pe muchie retrogradarea. Provocările au persistat, cu un stadion Ousse-des-Bois deteriorat subliniind nevoia de revitalizare.

#### Epoca de Aur sub președinția lui Pitoun (1991–93)
În 1991, dezvoltatorul imobiliar Alain Pitoun a preluat controlul FC Pau, marcând începutul unei noi ere. Pitoun l-a numit pe Paul Escudé ca antrenor, vizând promovarea și revitalizarea imaginii clubului. Clubul a schimbat culorile înapoi la albastru și alb originale ale Bleuets de Notre-Dame. Venirea lui Pitoun, asemănătoare cu Bernard Tapie, a zguduit peisajul fotbalistic din Pau. Cu Richard Allenda ca director sportiv, clubul a trecut printr-o campanie de recrutare de mare profil, atrăgând talente notabile precum Claude Lowitz și Patrick Cubaynes sau Billy Thompson. FC Pau a trecut de la un stadion Ousse-des-Bois deteriorat la un nou stadion complet renovat.
După ce a obținut promovarea în Divizia 2 în 1992, FC Pau a experimentat prima sa participare în această ligă. Performanțele în Divizia 2 au fost solide, demonstrând că echipa a făcut progrese considerabile. Totuși, Pitoun a fost implicat într-un scandal care a afectat imaginea clubului. Cu toate acestea, sezonul 1992–1993 a marcat o performanță remarcabilă pentru club, cu FC Pau terminând în partea superioară a clasamentului și stabilindu-se ca o echipă competitivă în ligile superioare ale fotbalului francez.

### Pau FC (1995–prezent)
În 1995, FC Pau a fost redenumit oficial în Pau FC, cu scopul de a reflecta mai bine identitatea și direcția clubului. Sub conducerea președintelui Pitoun, Pau FC a continuat să concureze în Divizia 2, dar, din păcate, a suferit retrogradări și reveniri ocazionale. Între anii 1995 și 2005, clubul a avut un impact variabil în ligile superioare. Performanțele echipei au fluctuat, dar echipa a reușit să stabilească o bază solidă de susținători și să contribuie la dezvoltarea fotbalului în regiunea Béarn.
Începând cu sezonul 2011–2012, Pau FC a reînnoit angajamentul său față de succesul la nivel național și internațional. Clubul și-a îmbunătățit infrastructura, inclusiv stadionul și facilitățile de antrenament, și a continuat să investească în dezvoltarea jucătorilor tineri. În 2020, Pau FC a obținut promovarea în Ligue 2, marcând un moment semnificativ în istoria sa recentă și stabilindu-se ca o forță competitivă în fotbalul francez.
Astăzi, Pau FC continuă să fie un club ambițios, cu scopul de a-și consolida poziția în ligile superioare și de a aduce succesul pentru fanii săi din Pau și din întreaga regiune Béarn.

### Culori
Pau FC prezintă culorile galben, reprezentând armele Béarnului, și albastru, reflectând Bèth Cèu de Pau (Cerul Frumos al Pau-ului) prezent pe armele capitalei provinciei.
Culorile originale ale Bleuets de Notre-Dame erau albastru și alb, pe care noul Pau FC le-a păstrat timp de doi ani după înființare. Cu toate acestea, în urma preluării de către René Lanusse în 1961, clubul a adoptat culorile albastru și galben ale orașului.
Din 1991 până în 1995, noul președinte Alain Pitoun a revenit la culorile originale ale Bleuets, albastru deschis și alb.
Aceste culori au fost abandonate în 1995 când Bernard Laporte-Fray a preluat clubul. Clubul a adoptat apoi un echipament predominant galben, inclusiv tricouri, șorturi și șosete, asemănător cu cel al Football Club de Pau original fondat de José Bidegain.
De atunci, culorile galben și albastru au rămas constante, deși nuanța de albastru a variat de la albastru deschis la nuanțe mai închise apropiate de violet.

## Suporteri
Pau FC este unul dintre cluburile de fotbal proeminente din Sud-Vestul Franței, cu o bază de fani locali dedicați care a crescut semnificativ de la promovarea clubului în Ligue 2. Cele mai importante recorduri de prezență ale clubului au fost stabilite pe Stade du Hameau, în special în timpul parcursului din Cupa Franței 2019–20. Pe 29 ianuarie 2020, Pau FC a găzduit Paris Saint-Germain F.C., atrăgând un public record de 16.707 spectatori. Aceasta a depășit recordul anterior de 15.668 de spectatori stabilit cu doar câteva săptămâni mai devreme, pe 16 ianuarie 2020, când clubul a înfruntat FC Girondins de Bordeaux în aceeași competiție.

## Rivalități
De la înființarea sa oficială, Pau FC a avut mai multe rivalități regionale, în principal cu cluburi importante din Gasconia (din care face parte Bearnul) și Țara Bascilor, cum ar fi Aviron Bayonnais FC, Tarbes Pyrénées Football și Stade Montois. Cu toate acestea, aceste rivalități s-au diminuat în timp din cauza declinului sportiv al acestor cluburi și a ascensiunii Pau FC. În anii 2020, a apărut o rivalitate sportivă cu FC Girondins de Bordeaux, media locală referindu-se acum la această confruntare ca Derby-ul Aquitaniei. În ciuda proximității culturale cu cluburile spaniole de peste graniță din Aragon, Navarra sau Țara Bascilor, nu s-au dezvoltat rivalități sportive semnificative.

## Lotul actual
La 31 ianuarie 2024.
| Nr. |                  | Poziție | Jucător          |
| --- | ---------------- | ------- | ---------------- |
| 1   | Senegal          | P       | Bingourou Kamara |
| 2   | Franța           | F       | Thérence Koudou  |
| 4   | Coasta de Fildeș | F       | Xavier Kouassi   |
| 6   | Mauritania       | M       | Oumar Ngom       |
| 7   | Guadelupa        | A       | Taïryk Arconte   |
| 8   | Comore           | M       | Iyad Mohamed     |
| 9   | Senegal          | A       | Pathé Mboup      |
| 10  | Maroc            | A       | Khalid Boutaïb   |
| 12  | Angola           | F       | Jordy Gaspar     |
| 14  | Franța           | M       | Antonin Bobichon |
| 17  | Franța           | M       | Antoine Mille    |
| 19  | Guineea          | F       | Ousmane Kanté    |
| 20  | Franța           | M       | Loïck Lespinasse |

| Nr. |                  | Poziție | Jucător            |
| --- | ---------------- | ------- | ------------------ |
| 21  | Franța           | M       | Steeve Beusnard    |
| 22  | Coasta de Fildeș | F       | Ange Ahoussou      |
| 23  | Gabon            | F       | Johann Obiang      |
| 24  | Madagascar       | F       | Kenji-Van Boto     |
| 25  | Franța           | F       | Jean Ruiz          |
| 26  | Franța           | F       | Jean Lambert Evans |
| 27  | Franța           | M       | Kylian Gasnier     |
| 30  | Franța           | A       | Yonis Njoh         |
| 40  | Algeria          | P       | Mehdi Jeannin      |
| 77  | Franța           | P       | Tao Paradowski     |
| 98  | Franța           | F       | Tom Gomes          |
| 99  | Franța           | F       | Joseph Kalulu      |
| TBC | Franța           | A       | Mehdi Chahiri      |

## Cupa
Cele mai mari realizări ale clubului sunt patru optimi de finale jucate în Cupa Franței, 1992, 1993, 1998 și cea mai recentă în sezonul 2020, toate pierdute, nereușind să marcheze vreun gol. În 1992, în optimi a pierdut la loviturile de departajare cu scorul de 5 : 3.
| \| 1992 \| Pau \| 0 - 0 \| Caen \| \| 1993 \| Pau \| 0 - 2 \| Saint-Étienne \| \| 1998 \| Pau \| 0 - 1 \| PSG \| \| 2020 \| Pau \| 0 - 2 \| PSG \| |     |       |               |
| 1992 | Pau | 0 - 0 | Caen          |
| 1993 | Pau | 0 - 2 | Saint-Étienne |
| 1998 | Pau | 0 - 1 | PSG           |
| 2020 | Pau | 0 - 2 | PSG           |